# Erigeron
- Commons
- Wikispecies

Erigeron é um género botânico pertencente à família Asteraceae.

## Classificação do gênero
| Sistema | Classificação                                | Referência               |
| ------- | -------------------------------------------- | ------------------------ |
| Linné   | Classe Syngenesia, ordem Polygamia superflua | Species plantarum (1753) |